# Toledano
 (décembre 2019).
Si vous disposez d'ouvrages ou d'articles de référence ou si vous connaissez des sites web de qualité traitant du thème abordé ici, merci de compléter l'article en donnant les références utiles à sa vérifiabilité et en les liant à la section « Notes et références ».
Pour les articles homonymes, voir Toledano (homonymie).
Toledano (hébreu : טולדנו, judéo-espagnol : טולידאנו) est le nom (gentilé) donné initialement aux habitants de la ville de Tolède, en Espagne. Les Toledano sont une grande famille juive séfarade, dont on retrouve des membres dans toute la diaspora.

## Histoire
À la fin de la Reconquista en 1492, le roi Ferdinand II d'Aragon et son épouse, Isabelle Ire de Castille décident de mettre fin à la cohabitation des religions catholique, juive et musulmane. Ils veulent faire de l'Espagne un royaume catholique ce qui leur donnera le titre de Rois catholiques : Ferdinand le Catholique et Isabelle la Catholique. La majorité de la communauté juive était alors concentrée à Tolède. À la suite du décret de la reine, le décret de l'Alhambra, une grande majorité quitte l'Espagne en un temps très limité (on parle de 2 semaines). La plupart se sont installés dans les pays du Maghreb essentiellement dans la ville de Meknès au Maroc même s'il y eut de nombreuses autres destinations (Italie [Toscane, Venise], Empire ottoman [Constantinople, Salonique, Andrinople...], etc.).

## Évènements
Au début des années 1980, le roi d'Espagne Juan Carlos, réinvite les Juifs chassés cinq siècles plus tôt. Il présente ses excuses au peuple juif. Une cérémonie eut lieu en mai 1992 à Tolède où les Toledano se réunissent et reçoivent la clé de la ville. Certains ont retrouvé des maisons (devenues des lieux historiques) qui n'avaient pas été habitées depuis leur départ.
Selon le site forebears.io, environ 22 000 personnes portaient ce nom dans le monde en 2014, principalement en Espagne, en Amérique latine (Mexique, Argentine...), en Israel et en France. Le nom est également présent aux Philippines (ancienne colonie espagnole).